# Salons voor Schone Kunsten
De Salons voor Schone Kunsten was een museum dat gevestigd was in een herenhuis in de Stationsstraat in Sint-Niklaas. Het was een van de musea die onder de noemer Stedelijke Musea vallen en dus beheerd worden door de stad zelf.

## Geschiedenis
Het herenhuis behoorde toe aan textielfabrikant Edmond Meert. Hij liet het in 1928 bouwen naar de plannen van de Antwerpse architect P. Stordiau. In 1984 werd het door de stad aangekocht om er het stedelijk kunstbezit in onder te brengen. Sinds 1988 wordt het ook als museum opengesteld voor het publiek.
In 2018 werd bekend dat de collectie van het museum in 2020 verhuist naar het Huis Janssens in de Zamanstraat. De nieuwe invulling voor het gebouw is nog niet bekend.

## Collectie
De bezoeker krijgt een overzicht van de kunstgeschiedenis van de 16e tot de 20e eeuw. In het eerste salon hangen enkele werken uit de renaissance en de barok die, op het schilderij Nero van Peter Paul Rubens na, behoren tot het legaat L. Verstraeten. Het betreft onder andere een stilleven van Willem Heda, een zelfportret van Lambert Lombard, werk van Sebastiaen Vrancx en Joos de Momper. In het groot salon vindt men schilderijen van de Belgische scholen uit de 19e eeuw, evenals stijlmeubelen en andere kunstvoorwerpen. Louis Artan, Hippolyte Boulenger, Henri de Braekeleer, Hendrik Leys, Periclès Pantazis, Félicien Rops, Joseph Stevens, Jan Stobbaerts, Alfred Verwee zijn hier vertegenwoordigd. Van groot belang is de verzameling Henri Evenepoel, bestaande uit 9 schilderijen en enkele tekeningen. Werken van Guillaume Vogels en een portret van James Ensor sluiten hierbij stilistisch aan. In de traphal hangen werken van Eugène Laermans, Jean Laudry, Leo Engels en Alfons Proost. Op de eerste verdieping wordt een keuze getoond uit het werk van hoofdzakelijk Wase kunstenaars.
Verder bestaat de collectie ook uit luxueuze interieurs met diverse stijlmeubelen, zilver en porselein. Ook is er een mooie verzameling tekeningen.

## Trivia
Jaarlijks worden de Salons omgevormd tot het huis van de Sint in kader van de Stad van de Sint. In 2017 leverde dit ruim 38.000 bezoekers op.